# 칼고기과
칼고기과(Notopteridae)는 골설어목에 속하는 과 분류군이다. 아프리카와 동남아시아의 민물과 기수 환경에서 서식하는 작은 어류이다.

## 하위 분류
4개 속에 10종으로 이루어져 있다.
칼고기과 (Notopteridae)
- 칼고기속 (Chitala) Fowler, 1934
  - 인도차이나칼고기 (Chitala blanci) (d'Aubenton, 1965)
  - 인도네시아칼고기 (Chitala borneensis) (Bleeker, 1851)
  - 인도칼고기 (Chitala chitala) (F. Hamilton, 1822)
  - 수마트라칼고기 (Chitala hypselonotus) (Bleeker, 1852)
  - 큰칼고기 (Chitala lopis) (Bleeker, 1851)
  - 광대칼고기 (Chitala ornata) (J. E. Gray, 1831)
- 청동칼고기속 (Notopterus) Lacépède, 1800
  - 청동칼고기 (Notopterus notopterus) (Pallas, 1769)
- 그물칼고기속 (Papyrocranus) Greenwood, 1963
  - 그물칼고기 (Papyrocranus afer) (Günther, 1868)
  - 콩고그물칼고기 (Papyrocranus congoensis) (Nichols & La Monte, 1932)
- 아프리카갈빛칼고기속 (Xenomystus) Günther, 1868
  - 아프리카갈빛칼고기 (Xenomystus nigri) (Günther, 1868)